# Veronica continua
Veronica continua är en grobladsväxtart som beskrevs av Barbara Gillian Briggs. Veronica continua ingår i släktet veronikor, och familjen grobladsväxter. Inga underarter finns listade i Catalogue of Life.